# Chibuzor Okonkwo
Chibuzor Augustine Okonkwo (* 16. prosinec 1988, Jos) je nigerijský fotbalový obránce momentálně působící v klubu Bayelsa United FC.

## Kariéra
S fotbalem začínal v nigerijském klubu Gabros International FC, kde také v roce 2004 započal svou profesionální kariéru. V roce 2007 přestoupil do konkurenčního Bayelsa United FC, se kterým získal titul.
V květnu 2009 o něj projevil zájem anglický klub Stoke City FC.

## Úspěchy
- stříbrná medaile z LOH 2008 v Pekingu jako člen výběru Nigérie do 23 let